# Masztalerz
Masztalerz (od cz. ma(r)štal – stajnia) – osoba zajmująca się końmi w stadninach; starszy stajenny mający nadzór nad personelem i powierzonymi końmi.
Do obowiązków masztalerza należy: podjeżdżanie i zajeżdżanie młodych koni, sprawdzanie stanu ich zdrowia oraz ogólna opieka nad wszystkimi końmi w stadzie. Nie należy go mylić ze stajennym, którego obowiązki polegają na karmieniu i pojeniu koni oraz czyszczeniu boksów (pomieszczenia dla koni) i innych prostych prac gospodarczych na terenie stajni.
Zawód masztalerza obecnie zanika.

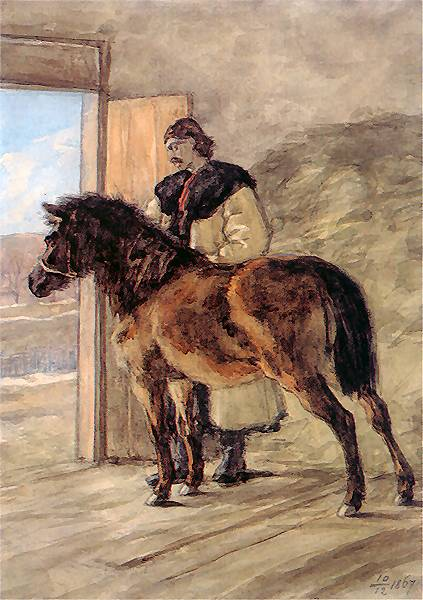
Masztalerz z kucem (mal. H. Rodakowski, 1867)

W Polsce nazwa ta pojawiła się około roku 1500.